# Азовський Микола Панасович
Микола Панасович Азо́вський (нар. 2 жовтня 1903, Київ — пом. 31 жовтня 1947, Буенос-Айрес, Аргентина) — український живописець.

## Біографія
Навчався в Академії Мистецтв в Києві, зокрема у майстернях Михайла Бойчука, Федора Кричевського, Олександра Мурашка та Івана Падалка.
Працював театральним декоратором у Харкові.
1939 року переїхав до Львова, де брав участь у виставках Спілки українських митців. У кінці Другої світової війни Микола Азовський емігрує через Краків і Відень у Рим. У 1947 художник переїжджає в Аргентину, де живе і працює до кінця життя.

## Творчий доробок
Одна з відомих робіт — портрет Тарас Шевченка (на замовлення Київського музею).